# Supermarine Nighthawk
P.B.31E Nighthawk là một mẫu thử máy bay tiêm kích diệt Zeppelin của Anh trong Chiến tranh thế giới I.

## Tính năng kỹ chiến thuật
Dữ liệu lấy từ The British Fighter since 1912
Đặc điểm tổng quát
- Kíp lái: 4
- Chiều dài: 37 ft (11,28 m)
- Sải cánh: 60 ft (18,29 m)
- Chiều cao: 17 ft 8½ in (5,39 m)
- Diện tích cánh: 962 ft² (89,2 m²)
- Trọng lượng rỗng: 3.677 lb (1.671 kg)
- Trọng lượng có tải: 6.146 lb (2.794 kg)
- Động cơ: 2 × Anzani động cơ piston 9 xy lanh, bố trí tròn, 100 hp (75 kW)  mỗi chiếc

 Hiệu suất bay 
- Vận tốc cực đại: 65 kn (75 mph, 121 km/h)
- Thời gian bay: 9 - 18 h (lý thuyết)

Trang bị vũ khí

- Súng: 1 súng máy 1½ pdr Davis, 2 súng máy Lewis